# Atotonilquillo
Atotonilquillo es una localidad mexicana situada en el estado de Jalisco, dentro del municipio de Chapala.

## Geografía

### Ubicación
Atotonilquillo se ubica a 20 km al noreste de Chapala, la cabecera del municipio, y a 45 km al sureste de Guadalajara, la capital del estado. Se encuentra en las coordenadas: 20°23'30"N 103°07'30"O; a una altura media de 1530 metros sobre el nivel del mar. 

### Clima
| Parámetros climáticos promedio de Atotonilquillo | Parámetros climáticos promedio de Atotonilquillo | Parámetros climáticos promedio de Atotonilquillo | Parámetros climáticos promedio de Atotonilquillo | Parámetros climáticos promedio de Atotonilquillo | Parámetros climáticos promedio de Atotonilquillo | Parámetros climáticos promedio de Atotonilquillo | Parámetros climáticos promedio de Atotonilquillo | Parámetros climáticos promedio de Atotonilquillo | Parámetros climáticos promedio de Atotonilquillo | Parámetros climáticos promedio de Atotonilquillo | Parámetros climáticos promedio de Atotonilquillo | Parámetros climáticos promedio de Atotonilquillo | Parámetros climáticos promedio de Atotonilquillo |
| Mes                                              | Ene.                                             | Feb.                                             | Mar.                                             | Abr.                                             | May.                                             | Jun.                                             | Jul.                                             | Ago.                                             | Sep.                                             | Oct.                                             | Nov.                                             | Dic.                                             | Anual                                            |
| ------------------------------------------------ | ------------------------------------------------ | ------------------------------------------------ | ------------------------------------------------ | ------------------------------------------------ | ------------------------------------------------ | ------------------------------------------------ | ------------------------------------------------ | ------------------------------------------------ | ------------------------------------------------ | ------------------------------------------------ | ------------------------------------------------ | ------------------------------------------------ | ------------------------------------------------ |
| Temp. máx. abs. (°C)                             | 31.5                                             | 38.5                                             | 39.5                                             | 38.0                                             | 39.5                                             | 39.0                                             | 34.0                                             | 38.0                                             | 37.0                                             | 39.0                                             | 33.5                                             | 35.0                                             | '                                                |
| Temp. máx. media (°C)                            | 25.8                                             | 27.7                                             | 30.3                                             | 32.5                                             | 33.4                                             | 30.8                                             | 28.0                                             | 27.9                                             | 27.7                                             | 27.9                                             | 27.3                                             | 25.8                                             | 28.8                                             |
| Temp. media (°C)                                 | 17.2                                             | 18.7                                             | 20.7                                             | 23.3                                             | 24.1                                             | 22.3                                             | 20.5                                             | 20.6                                             | 20.1                                             | 19.8                                             | 18.6                                             | 17.5                                             | 20.3                                             |
| Temp. mín. media (°C)                            | 6.1                                              | 7.3                                              | 9.6                                              | 12.1                                             | 15.0                                             | 16.7                                             | 16.1                                             | 15.8                                             | 15.5                                             | 12.8                                             | 9.0                                              | 6.9                                              | 11.9                                             |
| Temp. mín. abs. (°C)                             | -3.0                                             | -2.0                                             | 0.5                                              | 5.0                                              | 7.5                                              | 8.0                                              | 10.0                                             | 9.5                                              | 6.0                                              | 2.0                                              | -2.0                                             | -6.5                                             | '                                                |
| Precipitación total (mm)                         | 17                                               | 12                                               | 7                                                | 4                                                | 18                                               | 119                                              | 178                                              | 156                                              | 139                                              | 50                                               | 13                                               | 6                                                | 719                                              |
| Fuente n.º 1: Servicio Meteorológico Nacional    |                                                  |                                                  |                                                  |                                                  |                                                  |                                                  |                                                  |                                                  |                                                  |                                                  |                                                  |                                                  |                                                  |
| Fuente n.º 2:                                    |                                                  |                                                  |                                                  |                                                  |                                                  |                                                  |                                                  |                                                  |                                                  |                                                  |                                                  |                                                  |                                                  |

## Población
Población histórica de Atotonilquillo 1990 - 2020 
| Gráfica de evolución demográfica de Atotonilquillo entre 1990 y 2020 |
|                                                                      |
| Fuente: Instituto Nacional de Estadística Geografía e Informática    |